# Durance (Lot-et-Garonne)
Pour les articles homonymes, voir Durance (homonymie).
Durance (Durança en gascon) est une commune du Sud-Ouest de la France, située dans le département de Lot-et-Garonne (région Nouvelle-Aquitaine).

## Géographie

### Localisation
Bastide située dans les landes de Lot-et-Garonne sur l'ex-route nationale 665. Elle est limitrophe du département des Landes.

### Communes limitrophes
Les communes limitrophes sont Fargues-sur-Ourbise, Barbaste, Boussès, Pompiey, Réaup-Lisse et Arx.
|                                   | Fargues-sur-Ourbise | Pompiey  |
| Boussès                           | Durance             | Barbaste |
| Arx (Landes) (par un quadripoint) | Réaup-Lisse         |          |

### Géologie et relief
La superficie de la commune est de 3 860 hectares ; l'altitude varie entre 111 et 166 mètres.

### Hydrographie
La commune est traversée par l'Avance, affluent gauche de la Garonne.

### Climat
Pour des articles plus généraux, voir Climat de la Nouvelle-Aquitaine et Climat de Lot-et-Garonne.
Historiquement, la commune est exposée à un climat océanique aquitain.
En 2020, Météo-France publie une typologie des climats de la France métropolitaine dans laquelle la commune est exposée à un climat océanique altéré et est dans la région climatique Aquitaine, Gascogne, caractérisée par une pluviométrie abondante au printemps, modérée en automne, un faible ensoleillement au printemps, un été chaud (19,5 °C), des vents faibles, des brouillards fréquents en automne et en hiver et des orages fréquents en été (15 à 20 jours).
Pour la période 1971-2000, la température annuelle moyenne est de 12,8 °C, avec une amplitude thermique annuelle de 14,9 °C. Le cumul annuel moyen de précipitations est de 844 mm, avec 11,2 jours de précipitations en janvier et 6,8 jours en juillet. Pour la période 1991-2020, la température moyenne annuelle observée sur la station météorologique la plus proche, située sur la commune de Réaup-Lisse à 8 km à vol d'oiseau, est de 13,8 °C et le cumul annuel moyen de précipitations est de 858,3 mm,. Pour l'avenir, les paramètres climatiques de la commune estimés pour 2050 selon différents scénarios d’émission de gaz à effet de serre sont consultables sur un site dédié publié par Météo-France en novembre 2022.

## Urbanisme

### Typologie
Au 1er janvier 2024, Durance est catégorisée commune rurale à habitat dispersé, selon la nouvelle grille communale de densité à sept niveaux définie par l'Insee en 2022.
Elle est située hors unité urbaine. Par ailleurs la commune fait partie de l'aire d'attraction de Nérac, dont elle est une commune de la couronne,. Cette aire, qui regroupe 17 communes, est catégorisée dans les aires de moins de 50 000 habitants,.

### Occupation des sols

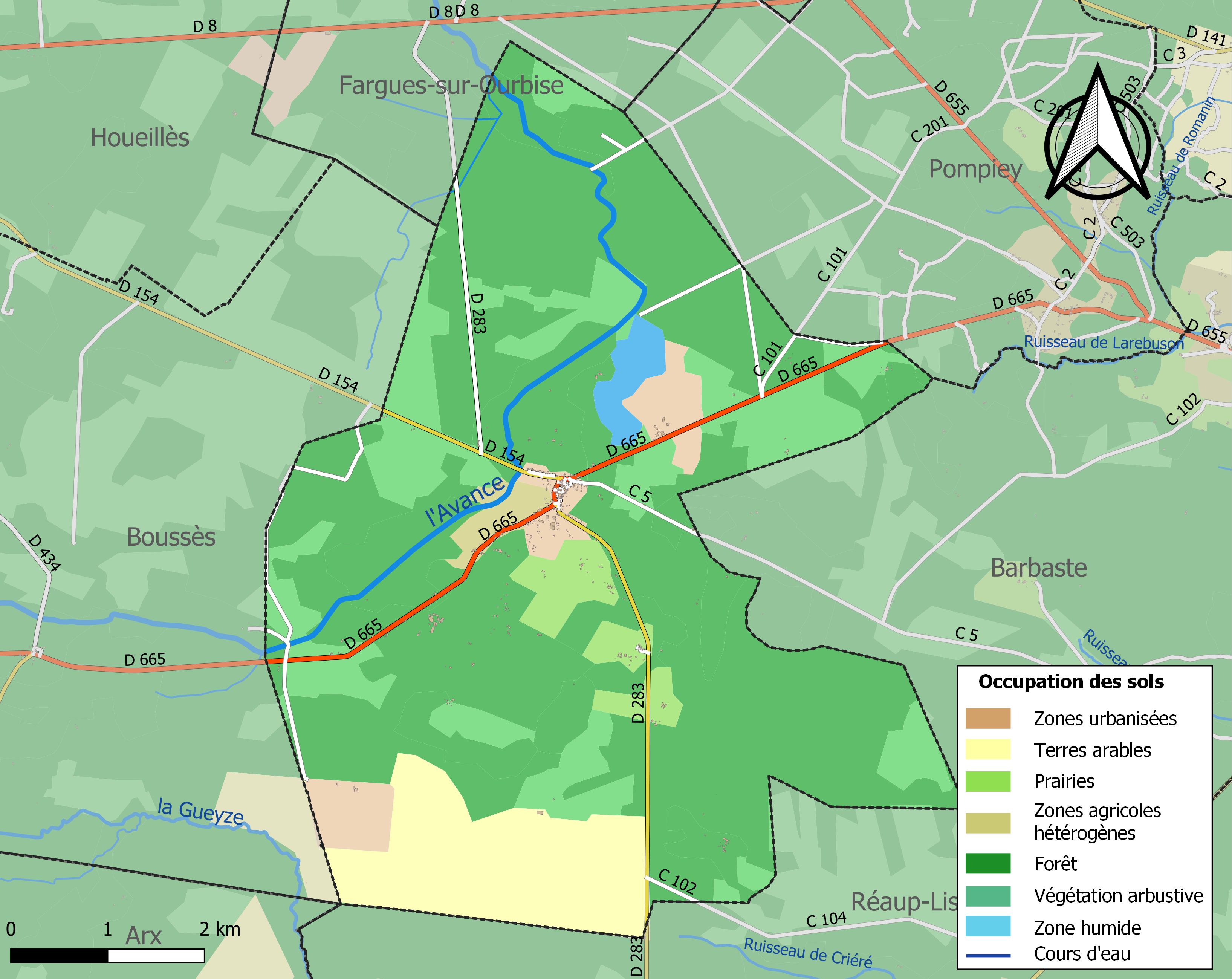
Carte des infrastructures et de l'occupation des sols de la commune en 2018 (CLC).

L'occupation des sols de la commune, telle qu'elle ressort de la base de données européenne d’occupation biophysique des sols Corine Land Cover (CLC), est marquée par l'importance des forêts et milieux semi-naturels (80,7 % en 2018), une proportion sensiblement équivalente à celle de 1990 (80,8 %). La répartition détaillée en 2018 est la suivante : 
forêts (64,1 %), milieux à végétation arbustive et/ou herbacée (16,6 %), terres arables (9,6 %), prairies (3,1 %), mines, décharges et chantiers (3 %), eaux continentales (1,3 %), zones agricoles hétérogènes (1,2 %), zones urbanisées (1,1 %). L'évolution de l’occupation des sols de la commune et de ses infrastructures peut être observée sur les différentes représentations cartographiques du territoire : la carte de Cassini (XVIIIe siècle), la carte d'état-major (1820-1866) et les cartes ou photos aériennes de l'IGN pour la période actuelle (1950 à aujourd'hui).

### Risques majeurs
Le territoire de la commune de Durance est vulnérable à différents aléas naturels : météorologiques (tempête, orage, neige, grand froid, canicule ou sécheresse), inondations, feux de forêts, mouvements de terrains et séisme (sismicité très faible). Il est également exposé à un risque technologique, le transport de matières dangereuses. Un site publié par le BRGM permet d'évaluer simplement et rapidement les risques d'un bien localisé soit par son adresse soit par le numéro de sa parcelle.

#### Risques naturels
Certaines parties du territoire communal sont susceptibles d’être affectées par le risque d’inondation par une crue à  débordement lent de cours d'eau, notamment l'Avance. La commune a été reconnue en état de catastrophe naturelle au titre des dommages causés par les inondations et coulées de boue survenues en 1982, 1999 et 2009,.
Durance est exposée au risque de feu de forêt. Depuis le 20 avril 2016, les départements de la Gironde, des Landes et de Lot-et-Garonne disposent d’un règlement interdépartemental de protection de la forêt contre les incendies. Ce règlement vise à mieux prévenir les incendies de forêt, à faciliter les interventions des services et à limiter les conséquences, que ce soit par le débroussaillement, la limitation de l’apport du feu ou la réglementation des activités en forêt. Il définit en particulier cinq niveaux de vigilance croissants auxquels sont associés différentes mesures,.
Les mouvements de terrains susceptibles de se produire sur la commune sont des tassements différentiels.

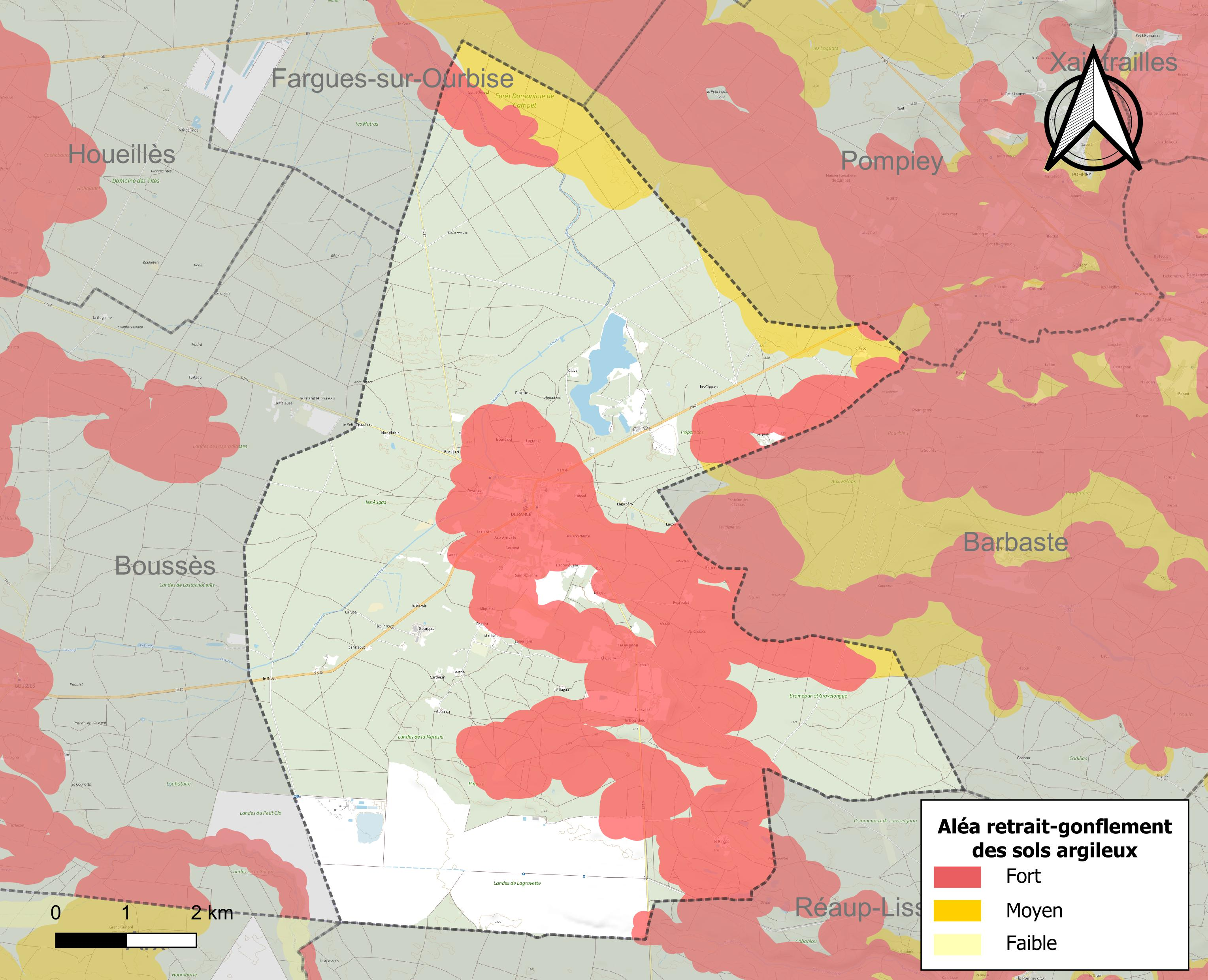
Carte des zones d'aléa retrait-gonflement des sols argileux de Durance.

Le retrait-gonflement des sols argileux est susceptible d'engendrer des dommages importants aux bâtiments en cas d’alternance de périodes de sécheresse et de pluie. 33,9 % de la superficie communale est en aléa moyen ou fort (91,8 % au niveau départemental et 48,5 % au niveau national). Depuis le 1er octobre 2020, en application de la loi ELAN, différentes contraintes s'imposent aux vendeurs, maîtres d'ouvrages ou constructeurs de biens situés dans une zone classée en aléa moyen ou fort,.
Concernant les mouvements de terrains, la commune a été reconnue en état de catastrophe naturelle au titre des dommages causés par la sécheresse en 2003 et par des mouvements de terrain en 1999.

## Toponymie
Francisation du toponyme occitan Durança.

## Politique et administration

### Liste des maires
| Période                                  | Période        | Identité                   | Étiquette | Qualité     |
| ---------------------------------------- | -------------- | -------------------------- | --------- | ----------- |
| Les données manquantes sont à compléter. |                |                            |           |             |
| mars 1953                                | avril 1990     | Roger Dagès                |           |             |
| avril 1990                               | juillet 1990   | Édouard Delorme            |           |             |
| 1990                                     | mars 2001      | Bernard du Vignau le Grand |           |             |
| 2001                                     | mai 2020       | Bernard Daude-Lagrave      |           |             |
| mai 2020                                 | septembre 2023 | Bertrand Roblin            |           |             |
| décembre 2023                            | En cours       | Sylvain Da Dalt            |           | Agriculteur |

## Démographie
L'évolution du nombre d'habitants est connue à travers les recensements de la population effectués dans la commune depuis 1793. Pour les communes de moins de 10 000 habitants, une enquête de recensement portant sur toute la population est réalisée tous les cinq ans, les populations de référence des années intermédiaires étant quant à elles estimées par interpolation ou extrapolation. Pour la commune, le premier recensement exhaustif entrant dans le cadre du nouveau dispositif a été réalisé en 2007.

En 2022, la commune comptait 268 habitants, en évolution de −7,59 % par rapport à 2016 (Lot-et-Garonne : −0,18 %, France hors Mayotte : +2,11 %).
| 1793 | 1800 | 1806 | 1821 | 1831 | 1836 | 1841 | 1846 | 1851 |
| ---- | ---- | ---- | ---- | ---- | ---- | ---- | ---- | ---- |
| 410  | 470  | 463  | 452  | 564  | 521  | 510  | 564  | 557  |

| 1856 | 1861 | 1866 | 1872 | 1876 | 1881 | 1886 | 1891 | 1896 |
| ---- | ---- | ---- | ---- | ---- | ---- | ---- | ---- | ---- |
| 580  | 568  | 630  | 567  | 568  | 557  | 623  | 592  | 604  |

| 1901 | 1906 | 1911 | 1921 | 1926 | 1931 | 1936 | 1946 | 1954 |
| ---- | ---- | ---- | ---- | ---- | ---- | ---- | ---- | ---- |
| 535  | 576  | 534  | 470  | 496  | 450  | 518  | 397  | 395  |

| 1962 | 1968 | 1975 | 1982 | 1990 | 1999 | 2006 | 2007 | 2012 |
| ---- | ---- | ---- | ---- | ---- | ---- | ---- | ---- | ---- |
| 412  | 364  | 334  | 283  | 286  | 269  | 266  | 266  | 282  |

| 2017 | 2022 | - | - | - | - | - | - | - |
| ---- | ---- | - | - | - | - | - | - | - |
| 293  | 268  | - | - | - | - | - | - | - |

## Lieux et monuments

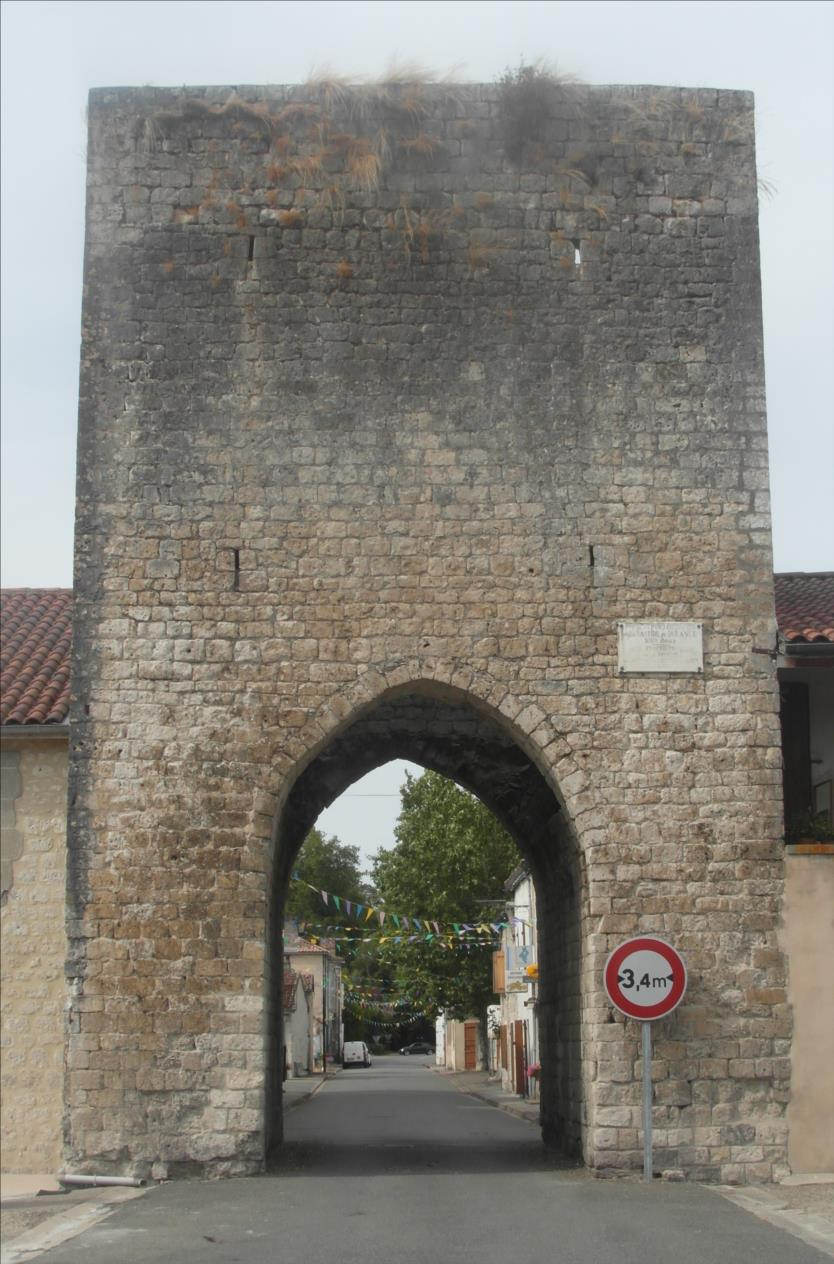
Porte de Durance datée du XIIIe siècle.

Durance est une ancienne bastide du XIIIe siècle.
- L'ancien prieuré de Durance : l'ancien prieuré Saint-Étienne-de-la-Grange, datant de la première moitié du XIIIe siècle, dépendait de l'abbaye de Saint-Jean-de-Castelle, abbaye prémontré. Contre une chapelle gothique, un corps de bâtiment flanqué d'une tourelle polygonale renfermant un escalier à vis contenait les pièces d'habitation. Dans la chapelle, un ensemble de peintures murales du XIVe siècle couvre les murs et le voûtement. Des remaniements ont été effectués aux XVIe et XVIIe siècles (tour d'escalier, portes, fenêtres...).
- Le château Henri-IV : actuellement propriété privée, est un ancien relais de chasse d'Henri III de Navarre (futur Henri IV, roi de France).
- Église paroissiale Saint-Étienne, XVe siècle, est l'ancienne chapelle du château.
- Une ancienne porte du XIIIe siècle au sud de la bastide[29].

## Personnalités liées à la commune
- L'abbé Léopold Dardy, poète et folkloriste.